# Deer Park (Maryland)
Deer Park è un comune degli Stati Uniti d'America, situato nello stato del Maryland, nella contea di Garrett.